# Uništa (Višegrad, BiH)
Uništa su naseljeno mjesto u općini Višegrad, Republika Srpska, BiH.

## Stanovništvo
Nacionalni sastav stanovništva 1991. godine, bio je sljedeći:
| Narod       | Broj stanovnika |
| ----------- | --------------- |
| Muslimani   | 44              |
| Srbi        | 8               |
| Jugoslaveni | 3               |
| Ostali      | 1               |
|             |                 |
| Ukupno      | 56              |